# Karl Sinkwitz

Hügelige Landschaft, Karl Sinkwitz, 1923

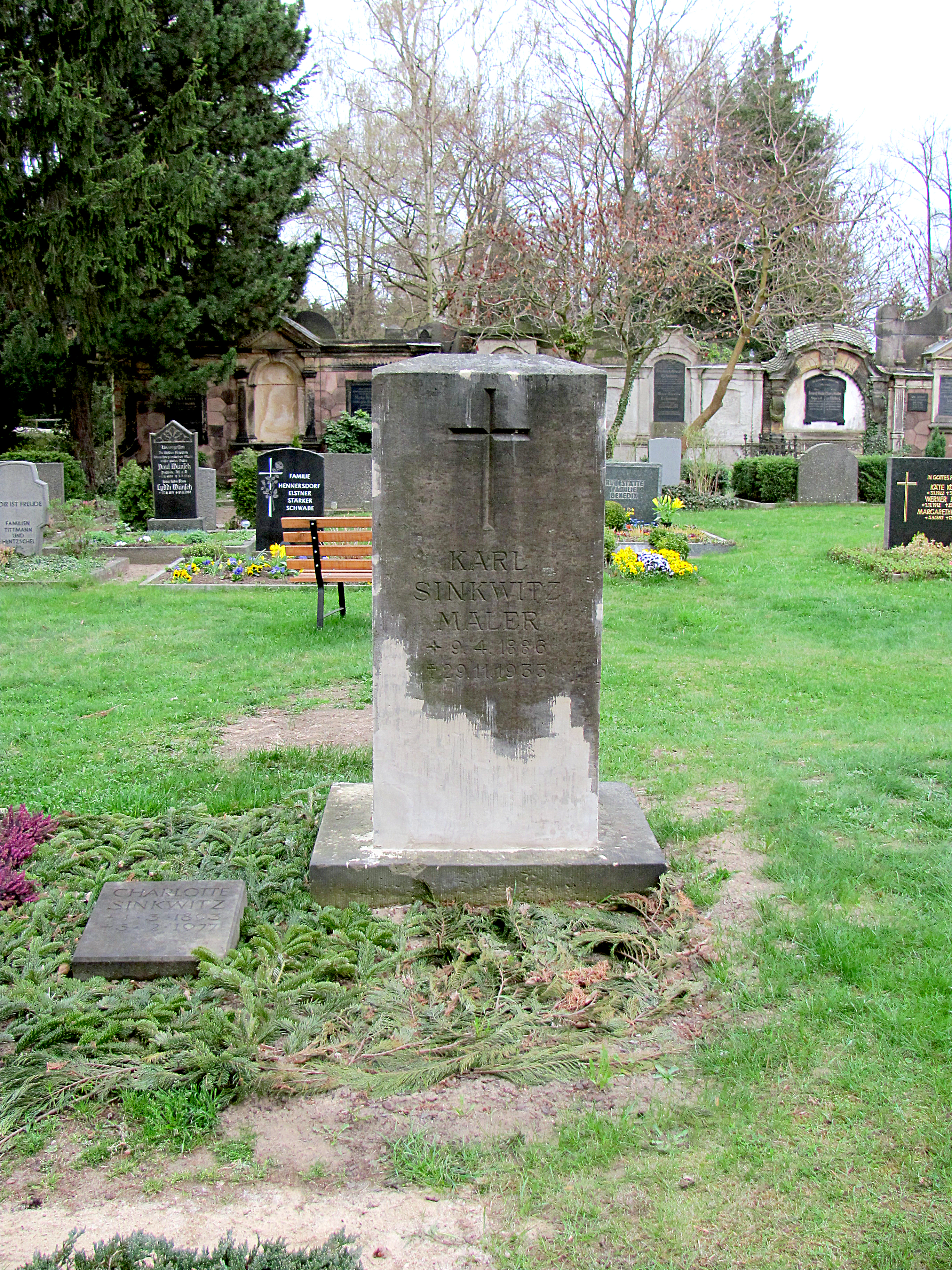
Karl Sinkwitz: Grabmal

Karl Friedrich Wilhelm Sinkwitz (* 9. April 1886 in Niederlößnitz; † 29. November 1933 in Kötzschenbroda) war ein deutscher Landschaftsmaler und Grafiker.

## Leben und Werk
Als junger Mann studierte Sinkwitz an der Königlichen Kunstgewerbeschule in Dresden.
Wie sein Freund Paul Wilhelm sowie Karl Kröner gehörte er zu den bedeutenden Landschaftsmalern der Lößnitz, war aber auch ein bekannter Porträtmaler. Er war Mitglied des Reichsverbands bildender Künstler und des Lausitzer Künstlerbunds.
U. a. war er 1933 in Bautzen an der letzten Ausstellung der Arbeitsgemeinschaft der Lausitzer Bildenden Künstler vor der Machtergreifung der Nationalsozialisten mit zwei Arbeiten vertreten. Postum wurden 1934 in Dresden Bilder auf der Sächsischen Kunstausstellung gezeigt.
Weitere postume Ausstellung seiner Arbeiten erfolgten 1949 im Haus der Kunst und 1961 in der Hoflößnitz.
Sinkwitz wohnte die meiste Zeit seines Lebens in einer Villa in der Blumenstraße 5 in Niederlößnitz. Sein Familiengrab befindet sich auf dem Friedhof Radebeul-West. Seinen künstlerischen Nachlass vermachte er, beziehungsweise seine Erben, der Stadt Radebeul.